# Atrapada (telenovela)
Atrapada es una telenovela mexicana producción de Ernesto Alonso para Televisa en 1991 que fue transmitida en el horario estelar del Canal de las Estrellas. Fue protagonizada por Christian Bach y Héctor Bonilla, con las actuaciones antagónicas de Guillermo Capetillo y Raquel Olmedo, además de las actuaciones estelares de Alma Muriel, Marisol Santacruz, Rodrigo Vidal, Jerardo, Frank Moro, Macaria, Aarón Hernán y Guillermo García Cantú.

## Argumento
Todo comienza en la fiesta de fin de año que da la millonaria familia Montero. Antonio Montero, presidente de las empresas Montermex, es encontrado muerto supuestamente a causa de un suicidio, pero Camila, la hija de Antonio, está convencida de que su padre fue asesinado para quitarlo del camino y del control de las empresas.
Es así como comienzan las sospechas e intrigas. Todos son sospechosos, inclusive los hombres que Camila ha amado: René Pizarro, su primer novio; Ángel Montero, de quien también se enamoró; y Gonzalo Rodríguez, con quién acabó casándose, sin amor. Nadie se enteró de la presencia de este último en la fiesta hasta que uno de los empleados dijo haberlo visto esa noche en la casa de los Montero.
Pero poco a poco irán ocurriendo más muertes que hará que Camila quede atrapada en un vórtice de dolor, angustia y suspenso. ¿Será el asesino uno de los amores de Camila? ¿Querrá él también acabar con ella, ya que ha decidido encontrar a quién mató a su padre a como dé lugar?

## Elenco
- Christian Bach - Camila Montero
- Héctor Bonilla - Gonzalo Rodríguez
- Guillermo Capetillo - Ángel Montero
- Alma Muriel - Patricia Avendaño
- Frank Moro - Jaime Iturbe
- Raquel Olmedo - Marcia Cristina Vda. de Montero
- Guillermo García Cantú - Víctor Montero
- Gerardo Murguía - René Pizarro
- Margarita Gralia - Adela Montero
- Julieta Egurrola - Fina Montero
- Rosario Gálvez - Tomasa
- Ernesto Godoy - Raúl
- Marisol Santacruz - Sonia Montero
- Rodrigo Vidal - Luis
- Aarón Hernán - Robles
- Sofía Álvarez - Alicia Montero
- Roberto Antúnez - Claudio
- Macaria - Rita
- Raúl Román - David
- Mario Casillas - Aníbal Montero
- Armando Araiza - Fernando
- Lucero Lander - Elisa Pizarro
- Carlos Cardán - Manuel
- Dunia Saldívar - Lola
- Alicia Fahr - Nina
- Marichelo - Mimí
- Arturo Beristáin - Eduardo
- Jerardo - Efraín
- Miguel Suárez - Don Bernardo
- Gerardo Vigil - Esteban Ledezma
- Lucero Rojas - Daniela
- David Rencoret - Dr. Orozco
- María Rebeca - Gloria
- Mauricio Ferrari - Antonio Montero
- Alejandro Ruiz - Octavio
- Ofelia D'Rosas - Verónica
- Leandro Martínez - Don Paco
- Evangelina Sosa - Lupita
- Rosita Quintana - Jane Solís
- Felio Heliel - Dr. Wilfredo Salas
- Montserrat Ontiveros - Olga
- Carlos Álvarez
- Armando Palomo

## Equipo de producción
- Libreto original: Carmen Daniels, Liliana Abud
- Edición literaria: Tere Medina
- Tema musical: Entre agua y fuego
- Intérprete: Jerardo
- Escenografía: Isabel Cházaro
- Ambientación: Pilar Campos
- Luminotécnico: Sergio Treviño
- Diseño de vestuario: Claudia Preciado
- Gerente de producción: Guadalupe Cuevas
- Coordinador artístico: Gerardo Lucio
- Jefe de producción: Víctor Soto
- Director de cámaras: Jesús Acuña Lee
- Director: José Caballero
- Productor: Ernesto Alonso
- Fue una producción de: Televisa en MCMXCI